# 芝千秋
芝 千秋（しば せんしゅう、1887年（明治20年）3月14日 - 1956年（昭和31年）2月19日）は京都で活動した日本画家。浅井忠に洋画を学んだ。

## 略歴
京都市に生まれる。両親を早くに失った千秋は、生計を得るために梅村景山に師事して日本画を学び、京友禅の老舗「千總」で図案の仕事を手掛ける。
1902年（明治35年）洋画を学ぶ旧知の加藤源之助とともに、京都へ移住してきた浅井忠を紹介状もなく訪ね、入門を乞う。浅井の許可を得た二人は、共通の友人で日本画を学ぶ小川千甕を加えて通い始める。翌1903年（明治36年）浅井の転居に伴い聖護院洋画研究所（1906年3月より関西美術院）が開設されると、洋画家のみならず、洋画研究の意欲を持つ日本画家が千秋の他にも相次いで入所した。1906年（明治39年）12月、同所で学ぶ日本画家の千種掃雲、杉浦香峰、久保井翠桐、徳永鶴泉らと「丙午画会」の結成、日本画の革新運動に参加する。こうして千秋の絵画研究が日本画、洋画、図案が一体となって進行していく過程で、独特の「装飾画」と呼べる絵画様式が誕生していった。
1919年（昭和8年）第1回帝展に《雨に暮るる日》が入選。1948年（昭和23年）まで京都市美術展に発表を続けた。また、千總の意匠図案も指導的立場を務めた。1956年（昭和31年）79歳で死去。